# Pointe de Bihit

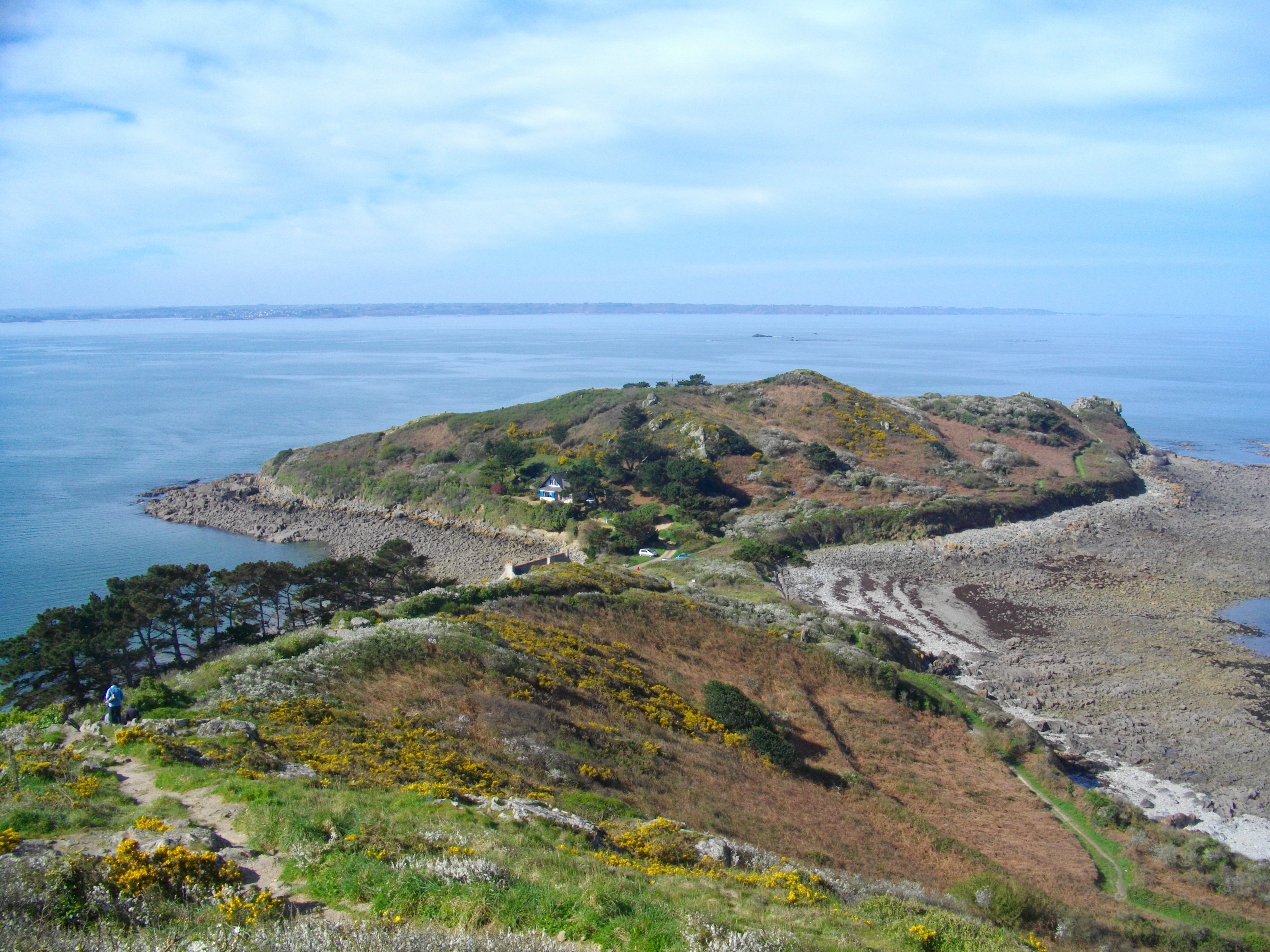
Pointe de Bihit

Die Pointe de Bihit ist eine kartierte Landzunge in Trébeurden an der Rosa Granitküste im Département Côtes-d’Armor in der Bretagne in Frankreich am Ärmelkanal.
Von der Landspitze hat man einen Rundumblick auf die Rosa Granitküste in der Bucht von Lannion. Das Gebiet ist mit Ginster, Farnen und Heidekraut bewachsen. Ein Rundweg führt über die Landzunge. Die Île Milliau liegt 1 km nordwestlich und der Stadtkern von Trébeurden ca. 1,5 km nordöstlich.

## Inventaire national du patrimoine naturel
Teile der Landzunge sind im Besitz des Conservatoire du littoral und seit 2001 im Nationalen Inventar des Naturerbes Frankreichs registriert. Unter der Bezeichnung „Presqu'île de Bihit“ war die Gegend schon 1950 in die Liste des sites classés et inscrits des Côtes-d'Armor aufgenommen worden.
Die Pointe de Bihit bildet mit Roc'h-a-Vignon die ca. 43 ha große Zone naturelle d’intérêt écologique, faunistique et floristique „Pointe de Bihit et Roc’h-a-Vignon“.